# Nicotiana longiflora
El tabaco de flores largas (Nicotiana longiflora) es una especie fanerógama de tabaco nativa de Sudamérica, que a veces se cultiva por sus  flores tubulares que emiten fuerte perfume dulce por la noche.

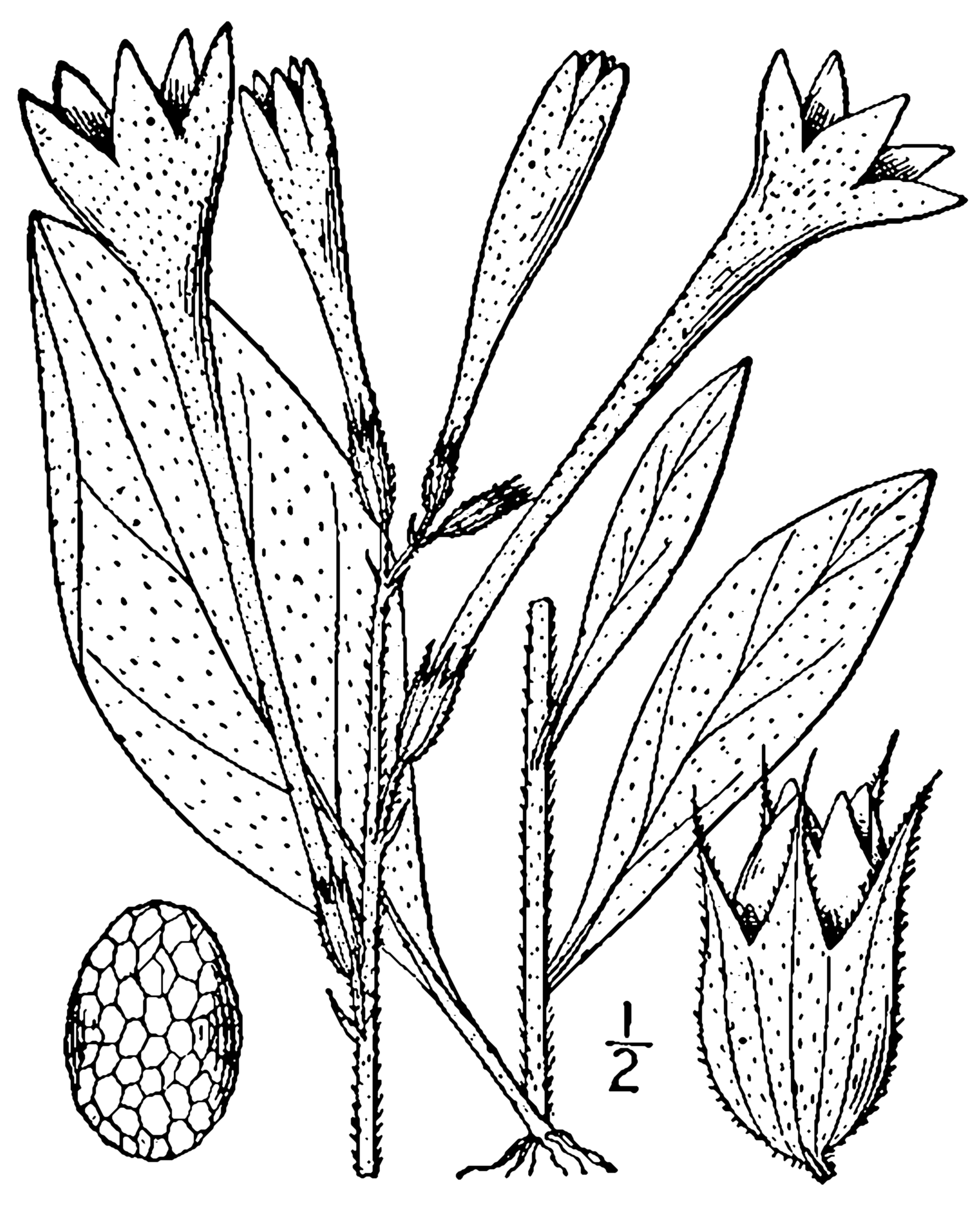
Ilustración

## Propiedades
Esta especie ha sido una fuente significativa de resistencia a enfermedades en tabaco burley.  Algunas de las enfermedades impactadas por su resistencia son: black shank, nemátodos: Heteroderae, Meloidogyne, y además el fuego. La forma de resistencia N. longiflora imparte inmunidad a la raza 0 del black shank, pero no resistencia para la raza 1.  Una de las variedades aún en uso hoy es 14 × L8, el tabaco burley es la segunda variedad más popular en  EE. UU.

## Maleza
Actualmente, es una de las malezas anuales que aprovechan las nuevas condiciones impuestas por la siembra directa expresando su habilidad para prosperar en el nuevo hábitat. La dispersión de esta especie puede ser explosiva como respuesta a cambios drásticos del ambiente. El conocimiento de su respuesta a los factores del hábitat, contribuye a comprender su ciclo de crecimiento y su dinámica poblacional (Madga, 1998).

## Taxonomía
Nicotiana longiflora fue descrita por Antonio José de Cavanilles y publicado en Descripción de las Plantas 106. 1802.
Etimología
Nicotiana: nombre genérico que fue dedicado a Jean Nicot, (científico francés del siglo XVI) por Linneo en su Species Plantarum de 1753.  
longiflora: epíteto latíno que significa "con grandes flores"
Sinonimia
- Nicotiana acuta Griseb.,Abh. Königl. Ges. Wiss. Göttingen 19: 215, 1874
- Nicotiana acutiflora A.St.-Hil.,  Hil. Pl. Rem. Bras. 209, 223, 1825
- Nicotiana longiflora Cav.  var. acutiflora (A. St-Hil.) Comes,Atti Real Ist. Incoragg. Sci. Nat. Napoli (ser. 5) 1(1): 44, 1899
- Nicotiana longiflora Cav. var. breviflora Comes, Atti Real Ist. Incoragg. Sci. Nat. Napoli (ser. 5) 1(1): 45, 1899[4]